# 大川镇 (舟曲县)
大川镇，是中华人民共和国甘肃省甘南藏族自治州舟曲县下辖的一个乡镇级行政单位。

## 行政区划
大川镇下辖以下地区：
社区、通化头村、石门沟村、石门坪村、梁家坝村、土桥村、老庄村、坪安村和泄流坡村。